# Sebastes diploproa
Sebastes diploproa är en fiskart som först beskrevs av Gilbert, 1890.  Sebastes diploproa ingår i släktet Sebastes och familjen kungsfiskar. Inga underarter finns listade i Catalogue of Life.